# Tomba de Job
La tomba d'Ayyub és un dels llocs on presumptament està enterrat Job. Està situada en els turons amb vistes a la ciutat de Salalah, a la regió de Dhofar d'Oman. Per a altres llocs semblants situats a Israel, Síria, Líban i Turquia, vegeu Tradicions locals sobre Job.